# Charlotte Lewis (Lost)
 (octobre 2024).
- Si vous ne connaissez pas le sujet, laissez ce bandeau (vous pouvez alors contacter les auteurs).
- Si vous supprimez le contenu mis en cause (vous pouvez préalablement contacter les auteurs),

argumentez précisément cette suppression dans la page de discussion
(un manque de référence n'est pas un argument ; une recherche réelle de référence doit avoir été effectuée, être formellement documentée).
Pour les articles homonymes, voir Charlotte Lewis (homonymie) et Lewis.
Charlotte Staples Lewis est un personnage fictif de la série télévisée Lost : Les Disparus. Elle est interprétée par l'actrice Rebecca Mader.
Le personnage de Charlotte est introduit dans le deuxième épisode de la quatrième saison. Elle est anthropologue dans le cadre d'une mission sur l'île où le vol Oceanic 815 s'est brisé. Sur l'île elle est d'abord tenue en otage par un des survivants de l'avion, John Locke, mais elle est libérée quand une autre personne de son équipe, Miles Straume, commute avec elle. Elle aide par la suite à empêcher un gaz toxique d'être libéré dans l'île avec Daniel Faraday. Dans la cinquième saison, elle et les autres survivants commencent à voyager dans le temps, ce qui lui donne des maux de tête et des épistaxis, causant par la suite sa mort.

## Biographie fictive

### Avant son arrivée sur l'île
En 1977, Charlotte Lewis vit avec ses parents au sein du Projet Dharma, sur l'île où le vol Oceanic 815 s'écrasera plus tard. Elle rencontre Daniel Faraday qui essaye de la persuader de ne jamais retourner sur l'île une fois qu'elle l'aura quittée. Charlotte grandit à Bromsgrove, en Angleterre, ignorant où elle est née. Elle est diplômée de l'université du Kent et obtient un doctorat en anthropologie culturelle à l'université d'Oxford, son intérêt pour l'anthropologie provenant d'un désir de retrouver son lieu de naissance. Lorsqu'elle se rend sans autorisation sur un site de fouilles archéologiques dans le désert du Sahara, Charlotte découvre les restes d'un ours blanc avec un collier portant le logo de la station hydre du Projet Dharma. Plus tard, l'homme d'affaires Charles Widmore recrute Charlotte ainsi que Daniel Faraday, Miles Straume et Frank Lapidus pour se rendre sur l'île et retrouver Benjamin Linus. Elle est contrainte de sauter en parachute d'un hélicoptère avec son équipe pendant un orage au-dessus de l'île.

### Sur l'île
Charlotte arrive sur l'île le 23 décembre 2004, où elle est retenue en otage par John Locke qui la croit dangereuse. Lorsqu'elle repère une balise qui appartient à un membre de son équipe, Charlotte essaye de partir mais Ben lui tire dessus. Elle survit grâce à un gilet pare-balles, Ben révèle alors que l'équipe de Charlotte le recherche et n'est pas là dans le cadre d'une mission de sauvetage pour les survivants du vol Oceanic. Charlotte est ensuite libérée en permutant avec Miles Straume. Après avoir retrouvé Faraday, elle teste sa mémoire avec un jeu de cartes, et lui fait remarquer qu'il a accompli des progrès lorsqu'il se souvient de deux cartes sur trois. Cette nuit-là, Charlotte et Faraday partent furtivement du camp et se rendent à la station « La Tempête » pour neutraliser une source potentielle de gaz toxique. Alors qu'ils sont dans la station « Le Caducée », Jin-Soo Kwon remarque que Charlotte comprend le Coréen. Jin menace alors Charlotte de s'attaquer à Daniel si elle n'emmène pas sa femme loin de l'île. Plus tard, Daniel commence à emmener quelques survivants au cargo, mais Charlotte choisit de rester sur l'île car elle a enfin trouvé son lieu de naissance. Elle l'embrasse avant qu'il ne parte. Quand Ben fait disparaître l'île, Charlotte, Faraday et les survivants restants commencent à voyager aléatoirement dans le temps. Charlotte a des maux de tête et des épistaxis, et réalise qu'elle ne peut pas se rappeler le nom de jeune fille de sa mère. Lors d'un saut dans le temps, Charlotte, Faraday et Miles sont capturés par les « Autres » en 1954, où Faraday lui déclare son amour pour elle. Après un autre saut de temps, son épistaxis s'aggrave, et elle s'effondre. Juste avant de mourir, Charlotte dit à Faraday qu'elle se rappelle maintenant sa vie sur l'île lorsqu'elle était enfant, et elle identifie Faraday comme l'homme qui lui a dit de ne pas retourner sur l'île.

### Réalité alternative
Dans la réalité alternative, Charlotte passe une nuit avec Sawyer mais lorsque ce dernier la surprend en train de lire un dossier sur la mort de ses parents, il la jette hors de l'appartement. Plus tard, lors d'un concert, elle et Faraday se retrouvent à nouveau, mais ils ne réalisent pas encore qu'ils sont dans l'au-delà.

## Développement
Charlotte Staples Lewis doit son nom à Clive Staples Lewis, écrivain irlandais et auteur des Chroniques de Narnia.